# Herkulan Abramowicz
Herkulan Józef Abramowicz herbu Lubicz (ur. 1805 w Wilnie, zm. 21 stycznia 1873 tamże) – oficer wojsk rosyjskich, dyrektor teatru w Wilnie.

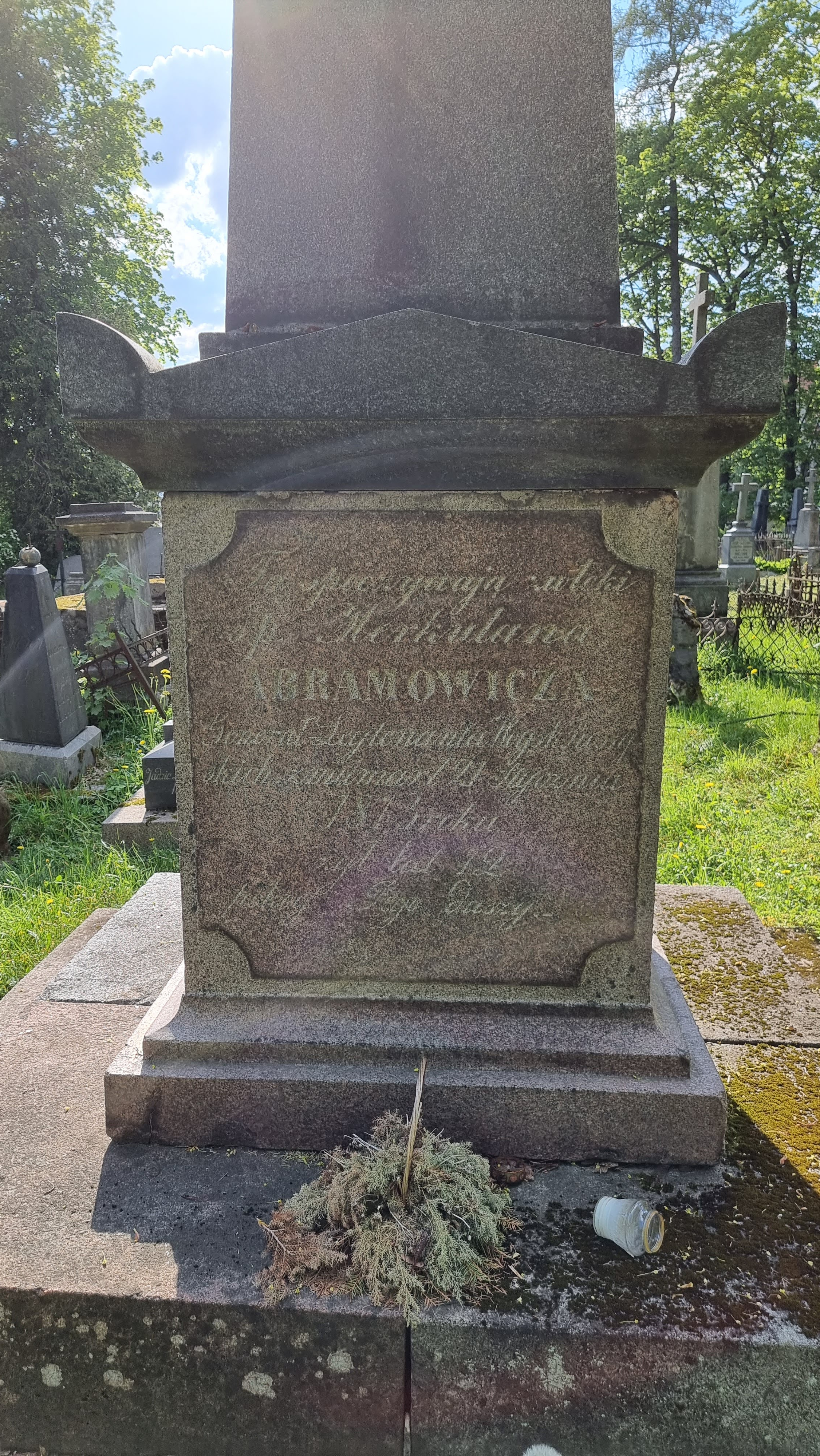
Grób na Cmentarzu Bernardyńskim

Był synem Józefa chorążego wileńskiego) i Marianny z Chełchowskich. Służył w wojsku carskim, dochodząc do stopnia generała porucznika. 
W 1849 przeszedł do cywila i został z ramienia władz rosyjskich dyrektorem teatru wileńskiego. W czasie kilkunastu lat pracy na tym stanowisku (do 1861) wyróżnił się głównie troską o operę; sprowadzał do Wilna znanych śpiewaków, a w 1854 doprowadził do pierwszego wykonania przez artystów zawodowych Halki Moniuszki. Spoczął na cmentarzu Bernardyńskim.

## Źródła
- Słownik biograficzny teatru polskiego (pod redakcją Zbigniewa Raszewskiego), Państwowe Wydawnictwo Naukowe, Warszawa 1973